# Empusa
Empusa era un spectru monstruos care lua adesea înfățișarea unei femei frumoase. Empusele se hrăneau cu carne de om și făceau parte din ceata infernală a zeiței Hecate.
Apărute din magie neagră, se trag din animale, bronz și fantome. Trăiesc ca să se hrănească cu sângele bărbaților tineri. De aici vine și legenda vampirilor.